# Gekijōban Naruto Shippuden: The Lost Tower
Naruto Shippuden the Movie: The Lost Tower (劇場版 NARUTO-ナルト-疾風伝 ザ・ロストタワー, Gekijōban Naruto Shippūden: Za Rosuto Tawā) é o sétimo filme de toda a série Naruto e o quarto filme de Naruto Shippuden. Foi lançado nos cinemas japoneses em 31 de julho de 2010 e seu lançamento em DVD ocorreu em 27 de abril de 2011. Juntamente com o filme, um OVA chamado Naruto Especial: O Gênio e os Três Desejos! (劇場版 Naruto- ナ ル ト - そ よ 風 伝 ナ ル ト と 魔神 と 3 つ の お 願 い だ っ て ば よ !! - Gekijōban Naruto Soyokazeden: Naruto para mashin para Mitsu não dattebayo onegai!!) também foi lançada. A música tema do filme é "If" por Kana Nishino. Não há previsão de lançamento para o Brasil.

## Enredo
Atribuídos em uma missão para capturar Mukade, um Nukenin (ninja fugitivo), Yamato, Naruto, Sakura e Sai - todos equipados com Lâminas de Chakra da Vila da Folha, utilizadas para o ataque - partem para as, uma vez gloriosas, ruínas históricas de Rouran, uma cidade que teve milhares de torres e está localizada no meio do deserto. Depois de vencer suas marionetes, o grupo encurrala o Nukenin. O objetivo de Mukade é viajar para o passado e dominar as Cinco Grandes Nações Ninjas com o poder do Ryūmyaku, um antigo fluxo de chakra no subterrâneo de Rouran, selado por Minato Namikaze. Ampliando tal poder, uma luz envolve Naruto e Yamato, que tentavam parar Mukade. Sakura tenta segui-los para a luz, porém Sai a pega em seu pássaro de tinta antes que ela fosse sugada para dentro do jutsu. Naruto e Yamato são enviados 20 anos no passado. Ao acordar, Naruto conhece a rainha de Rouran, Sāra.
Mais tarde é revelado que Mukade viajou para seis anos antes de Naruto. A essa altura, ele havia mudado seu nome para Anrokuzan e atuava como o ministro de Rōran. Ele havia matado a mãe de Sāra, Sēramu, a rainha anterior, e agora pretendia matar Sāra e tomar o controle do mundo. Com o Ryūmyaku, Anrokuzan é capaz de criar a Força Ninja de Marionetes (formada por cidadãos de Rouran), que podem lutar utilizando tal chakra, e são capazes de transformá-lo em Kunais.
Na Vila da Folha, Jiraiya mostra a Minato que concluiu o Rasengan. Em seguida, os jovens Maito Gai, Shizune, Asuma Sarutobi, e Kakashi Hatake aparecem esperando em uma longa fila de inauguração do Ramen Ichiraku. Hiruzen Sarutobi havia ouvido falar das intensões malignas de Anrokuzan, assim, envia Minato, Shibi Aburame, Chouza Akimichi e Kakashi (a pedido de Minato) para colocarem um fim a seus planos. Posteriormente, Naruto entra em contato com Minato, que após provar também ser da Vila da Folha, diz para ele voltar para sua própria época porque a cidade não é segura. Então, ele diz para Naruto as circunstância de Rouran e dá para ele uma Kunai com o selo do Hiraishin no Jutso. Enquanto os dois conversam, Sāra tem um flashback de sua infância, em que cantava com sua mãe pouco antes de Anrokuzan aparecer e esfaqueá-la.
Mais pra frente, Anrokuzan é visto como uma uma marionete gigante, sendo capaz de usar partes das torres de Rouran para defender-se de qualquer ataque - que faz parte de sua técnica regenerativa com o poder do Ryūmyaku. Mesmo usando o Jutso Clone das Sombras, o Rasengan e o Rasenshuriken, Naruto fracassa em sua luta contra Anrokuzan e acaba por ficar sem chakra e sem maneiras de lutar. Minato aparece, e prova que também consegue realizar o Rasengan. Por terem chakras parecidos, seus jutsos unem-se e crescem formando um Super Rasengan. Enquanto isso, Sāra consegue isolar a maior parte do Ryūmyaku, tornando Anrokuzan incapaz de usar sua técnica de regeneração. Minato expõe o ponto fraco de Anrokuzan e diz para Naruto que é o momento certo para atacá-lo. Naruto consegue acertá-lo com o Super Rasengan, entretanto, Anrokuzan afirma que o golpe não foi o suficiente logo antes de cair em uma piscina de Ryūmyaku devido ao desmoronamento do chão. Sāra é vista caindo com os pedaços de rochas, Naruto consegue agarrá-la, porém cai também. Segurando Kakashi, Yamato usa seu Estilo da Madeira para salvá-lo. Minato pede para que Naruto devolva sua Kunai com o selo do Hiraishin para que ele possa selar completamente o Ryūmyaku. Uma luz azul surge enquanto Minato faz o selamento e os corpos de Naruto e Yamato começam a brilhar. É dito por Minato que uma vez Anrokuzan estando morto, seu encanto temporal desaparece. Minato decide apagar as memórias de todos para não mudar o rumo da história. Naruto diz que ainda precisa conversar com Minato, e que se não fosse naquele momento, ele nunca teria a chance para isso. Enquanto Minato começa a fazer os selos, Naruto percebe uma coisa, porém é interrompido por ele dizendo que se algum dia tiver um filho, quer que ele seja um ninja como Naruto. Sāra diz que nunca vai esquecer o que Naruto ensinou a ela. Os corpos de Naruto e Yamato desaparecem completamente.
No presente, o Ryūmyaku que havia sido desencadeado por Mukade desaparece. Sakura e Sai resgatam Naruto e Yamato, cujos eventos acontecidos no passado desvaneceram de suas mentes. Perto das ruínas, o grupo é abordado por uma jovem muito parecida com a Rainha Sāra; ela diz ser filha da antiga rainha de Rouran e que sentiu um distúrbio no Ryūmyaku. Naruto percebe que a menina possui uma Lâmina de Chakra da Vila da Folha. Instintivamente, ele procura pela sua em sua bolsa ninja, e percebe que sua lâmina está faltando. A jovem diz que sua mãe a recebeu de um "herói em um sonho" e que a vontade sua mãe vive nela enquanto ela se esforçar para proteger seu povo. 
Quando ela vai embora, Naruto diz ter a sensação de já tê-la visto em um sonho. Sakura puxa sua orelha e dá uma bronca nele por ser um pervertido.